# Berthold Possemeyer
Berthold Klemens Possemeyer (* 20. Mai 1951 in Gladbeck) ist ein deutscher Opern- und Konzertsänger (Bariton) und Hochschullehrer.

## Leben
Berthold Possemeyer wurde als Sohn eines Bäckermeisters in Gladbeck geboren. Von 1961 bis 1967 war er Schüler des Franziskanerkollegs St. Ludwig in Vlodrop / Niederlande. Nach dem Abitur 1969 am Altsprachlichen Jungengymnasium Bottrop und dem 18-monatigem Grundwehrdienst studierte er an der Musikhochschule Köln Schulmusik für das Lehramt an Gymnasien(Staatsexamen) und Kirchenmusik (A-Examen), Dirigieren und Musikwissenschaft, sowie Gesang bei Franz Müller-Heuser und Josef Metternich. Er errang Preise bei den Gesangswettbewerben in Berlin, ’s-Hertogenbosch, beim Internationalen Bachwettbewerb Leipzig und beim Mozartfest-Wettbewerb Würzburg. Zudem erhielt er 1981 den Förderpreis des Landes Nordrhein-Westfalen für Musik.
Es schlossen sich Meisterkurse und Privatstudien bei Elisabeth Schwarzkopf an.
Sein Debüt als Opernsänger gab er 1978 als Papageno und Eugen Onegin am Staatstheater Oldenburg. Von 1979 bis 1986 sang er an den Musiktheatern von Essen, Gelsenkirchen, Wiesbaden und Salzburg in Inszenierungen von Ulrich Brecht, Marcel Bluwal, Hans Korte, Giancarlo del Monaco sowie Sir Peter Ustinov unter Dirigenten wie Marc Albrecht, Ernst Märzendorfer, Rolf Reuter und Heinz Wallberg Partien des Lyrischen Kavalierbariton-Faches wie Rossinis Barbier und Dandini, Mozarts Guglielmo, Figaro und Conte Almaviva, Donizettis Malatesta, Leoncavallos Silvio, Lortzings Zar und Brittens Sid. Harry Kupfer verpflichtete ihn als Marcello in dessen Inszenierungen von Puccinis La Bohème an die Komische Oper Berlin und an die Volksoper Wien.
Engagements als Konzertsänger haben Berthold Possemeyer in die Musikzentren Europas, der USA und nach Israel geführt: Bachwochen Ansbach, Berliner Festwochen, Maifestspiele Wiesbaden, Rheingau Musik Festival, Schleswig-Holstein Musik Festival, Prager Frühling, Mostly Mozart London, Carnegie-Hall New York, Concertgebouw Amsterdam, Luzerner Festwochen. Er sang mit den Berliner Philharmonikern, den Münchner Philharmonikern, den Radiosinfonieorchestern von Berlin, Frankfurt, Hannover und Stuttgart, dem San Francisco Symphony Orchestra, den St. Petersburger Philharmonikern und der Academy of Ancient Music London unter Dirigenten wie Frieder Bernius, Herbert Blomstedt, Claus-Peter Flor, Uwe Gronostay, Leopold Hager, Christopher Hogwood, Eliahu Inbal, Neville Marriner, Yehudi Menuhin, Peter Neumann und Krzysztof Penderecki. 
Von 1988 bis 2017 lehrte Berthold Possemeyer an der Hochschule für Musik und Darstellende Kunst Frankfurt am Main, seit 1990 als Professor. Hier übernahm er zunächst im Fachbereich Musikpädagogik die Ausbildung von Schul- und Kirchenmusikern, Chorleitern und Gesangspädagogen.  2003 wechselte er in den Fachbereich Darstellende Kunst und Musiktheater und bildete dort angehende Konzert- und Opernsänger aus. Zu seinen Schülern zählen Björn Bürger, Xiao Feng Cai, Ill-Hoon Choung, Sabine Fischmann, Markus Flaig, Nikola Ivanov, Yang Li, Philipp Alexander Mehr, Marian Müller, Georg Poplutz, Riccardo Romeo und Mischa Schelomianski.
Gemeinsam mit der Chansonsängerin Sabine Fischmann, dem Schauspieler Till Krabbe und dem Pianisten und Komponisten Markus Neumeyer gründete und bildet er das musik-literarische „Holzhausen-Quartett“, benannt nach dem Sitz der Frankfurter Bürgerstiftung, dem Holzhausen-Schlösschen Frankfurt, wo die Premieren ihrer jeweiligen Cross-Over-Musiktheater-Produktionen stattfinden: 
Die fromme Helene. Ein gutbürgerliches Kammermusical nach Wilhelm Busch (2006), Ein Sommernachtstraum. Durchtriebenes Kammermusical nach William Shakespeare (2010), Und wenn sie nicht gestorben sind. Alle 199 Märchen der Brüder Grimm in einem Kammermusical (2012), Was ihr wollt. Ein hemmungsloses Kammermusical nach William Shakespeare (2014). Viel Lärm um nichts, Durchtriebenes Kammermusical nach William Shakespeare (2017), Faust – Tragisch-komisches Kammermusical frei nach Goethe (2021).
Mit diesen Produktionen absolvierte er Gastspiele in Deutschland, der Schweiz und in Italien (Südtirol).
Berthold Possemeyer lebt seit 2014 in Freiburg im Breisgau. 